# یان فیالا
یان فیالا (چکی: Jan Fiala؛ زادهٔ ۱۹ مهٔ ۱۹۵۶) بازیکن فوتبال اهل چکسلواکی بود.
از باشگاه‌هایی که در آن بازی کرده‌است می‌توان به باشگاه فوتبال لو آور و دوکلا پراگ اشاره کرد.
وی همچنین در تیم ملی فوتبال چکسلواکی بازی کرده‌است.